# Angela Rippon
Angela Rippon, född 12 oktober 1944 i Plymouth i Devon i Storbritannien, är en brittisk programledare, nyhetsuppläsare och journalist. Rippon ledde Eurovision Song Contest 1977 och gör numera medicinprogram.